# Combat Rock
Combat Rock ist das fünfte Album von The Clash. Es wurde im Mai 1982 veröffentlicht. Es ist das letzte Album der bekanntesten Clash-Besetzung. Noch 1982 wurde Topper Headon wegen seiner Heroin-Sucht aus der Band ausgeschlossen und Mick Jones verließ 1983 die Band. Das Album geht den auf Sandinista! begonnenen Weg, viele verschiedene Musikstile zu vereinen, weiter.

## Geschichte
Combat Rock sollte eigentlich ein Doppelalbum mit dem Arbeitstitel Rat Patrol from Fort Bragg werden, diese Idee wurde jedoch nach bandinternen Streitereien verworfen. Mick Jones zeichnete für die Produktion einer ersten Version verantwortlich, doch die anderen Bandmitglieder waren mit dem Ergebnis unzufrieden und verpflichteten Glyn Johns als neuen Produzenten. Mit ihm wurde der Kurs verfolgt, das Album als einzelne LP zu produzieren. Die Originalaufnahmen sind bis heute erhalten und erschienen als Bootleg.
In den britischen Charts startete das Album auf Platz 2 und konnte sich 23 Wochen in den UK Top 40 halten. In den Vereinigten Staaten konnte es sich 61 Wochen halten, kam bis auf Platz 7 und erhielt Platin.
Wie schon bei Sandinista! war die Katalognummer des Albums eine politische Anspielung. „FMLN2“ ist eine Abkürzung für die Partei „Frente Farabundo Martí para la Liberación Nacional“ (FMLN) aus El Salvador.
Im Januar 2000 wurde das Album gemeinsam mit dem restlichen Katalog von The Clash neu gemastert und erneut veröffentlicht.
Der aus dem Film Slumdog Millionär bekannte Song Paper Planes von M.I.A. beinhaltet ein Sample von Straight to Hell.

## Pressereaktionen
New Musical Express (Großbritannien): „Combat Rock ist locker das beste Clash-Album seit ‚Give ’Em Enough Rope‘.“
Melody Maker (Großbritannien): „Fazit: Ich habe meine Zweifel an den eher trendigen Aspekten von The Clash und der Art und Weise, wie sie bis zur Bedeutungslosigkeit auf Tod und Depression herumreiten, aber trotzdem werde ich mir wohl ‚Combat Rock‘ für eine ganze Weile anhören.“
Rolling Stone (USA): „Die Botschaft von ‚Combat Rock‘ – das fünfte Clash-Album, und eine knurrende, zornige, trotzdem musikalisch ambitionierte Kollektion von zwölf straffen Songs auf einer einzelnen Platte – ist: pfeif auf Pophits und Presselob. Diese Platte ist eine echte Ausrufung des Notstands, ein provokantes und anspruchsvolles Zeugnis klassischer Punkwut, nachdenklichen Hinterfragens und nervenaufreibender Frustriertheit.“
The Village Voice (USA): „Diejenigen die (angeblich) damit rechnen, daß The Clash irgendwann noch Gramsci übertreffen, behaupten daß sie sich hier jetzt endgültig zum Deppen machen. Ich halte dagegen, daß sie dem Großteil ihrer seriösen Konkurrenz weit voraus sind […] Sie entwickeln sich weiter, und es gibt Zeichen von Hoffnung, daß sie einmal auf diesem höheren Niveau von textlicher, musikalischer und politischer Dichte Songs schreiben, die so knapp und präzise sind wie ‚Janie Jones‘.“
Musikexpress (Deutschland): „Mit ihrem fünften Album – der Arbeitstitel war ‚Rat Patrol From Fort Bragg‘ – stehen die Clash wieder mehr auf ihren Rock-Füßen. […] Die Clash sind eine Rockband. Eine hervorragende. Wenn sie dann noch ihr Reggaegefühl spielen lassen, dann ist das auch überzeugend. ‚Combat Rock‘ ist voll von beidem.“
Sounds (Deutschland): „Bei The Clash wundere ich mich, wie eine Band so schnell alt werden kann, oder eher senil, ohne vorher erwachsen zu werden […] Clash braucht heute eigentlich niemand mehr zu hören.“
SPEX (Deutschland): „‚Combat Rock‘? ‚Combat Rock‘! Nach dem (misslungenen) Versuch, mit Sandinista! sich in einer musikalischen Welt zurechtzufinden, die in immer mehr Stile, Posen und Idiome zerfiel und weiter zerfällt, konzentrieren sie sich hier auf das, was sie wirklich beherrschen – Rock. […] Dabei sind The Clash wieder bündiger geworden: die Musik ist auf die Aussage des einzelnen Stückes präzise abgestimmt.“

## Titelliste
Sofern nicht anders verzeichnet, stammen alle Lieder von The Clash.
1. Know Your Rights – 3:39 (Mick Jones/Joe Strummer)
2. Car Jamming – 3:58
3. Should I Stay or Should I Go – 3:06
4. Rock the Casbah – 3:14
5. Red Angel Dragnet – 3:48
6. Straight to Hell – 5:30
7. Overpowered by Funk – 4:55
8. Atom Tan – 2:32
9. Sean Flynn – 4:30
10. Ghetto Defendant – 4:45 (Rap: Allen Ginsberg)
11. Inoculated City – 2:43
12. Death Is a Star – 3:08

## Titelliste vonRat Patrol From Fort Bragg
1. The Beautiful People Are Ugly Too
2. Kill Time
3. Should I Stay or Should I Go
4. Rock the Casbah
5. Know Your Rights (Extended version)
6. Red Angel Dragnet
7. Ghetto Defendant
8. Sean Flynn
9. Car Jamming
10. Inoculated City
11. Death Is a Star
12. Walk Evil Talk
13. Atom Tan
14. Overpowered by Funk
15. Inoculated City (Uncensored version)
16. First Night Back In London
17. Cool Confusion
18. Straight to Hell (Extended version)

## Mitwirkende
- Mick Jones: Gitarre, Gesang
- Joe Strummer: Gitarre, Gesang
- Paul Simonon: Bass, Gesang
- Topper Headon: Schlagzeug

Gastmusiker:
- Ellen Foley, Allen Ginsberg, Joe Ely, Futura 2000: Hintergrundgesang
- Tymon Dogg: Piano in Lied 12
- Poly Mandell: Keyboards in Lied 7
- Gary Barnacle: Saxophon in Lied 9
- Joe Ely: Hintergrundgesang in Lied 3

## Kommerzieller Erfolg

### Chartplatzierungen
| ChartsChartplatzierungen       | Höchstplatzierung | Wochen |
| ------------------------------ | ----------------- | ------ |
| Deutschland (GfK)              | 48 (1 Wo.)        | 1      |
| Schweiz (IFPI)                 | 56 (1 Wo.)        | 1      |
| Vereinigte Staaten (Billboard) | 7 (61 Wo.)        | 61     |
| Vereinigtes Königreich (OCC)   | 2 (23 Wo.)        | 23     |

### Auszeichnungen für Musikverkäufe
| Land/Region                  | Auszeichnungen für Musikverkäufe (Land/Region, Auszeichnung, Verkäufe) | Verkäufe  |
| ---------------------------- | ---------------------------------------------------------------------- | --------- |
| Australien (ARIA)            | Gold                                                                   | 20.000    |
| Frankreich (SNEP)            | Gold                                                                   | 100.000   |
| Italien (FIMI)               | Gold                                                                   | 25.000    |
| Kanada (MC)                  | Gold                                                                   | 50.000    |
| Neuseeland (RMNZ)            | Platin                                                                 | 20.000    |
| Vereinigte Staaten (RIAA)    | 2× Platin                                                              | 2.000.000 |
| Vereinigtes Königreich (BPI) | Gold                                                                   | 100.000   |
| Insgesamt                    | 5× Gold · 3× Platin ·                                                  | 2.315.000 |